# Parvathy Omanakuttan
Parvathy Omanakuttan (en malayalam:പാര്‍വ്വതി ഓമനക്കുട്ടന്‍) (Changanassery, India, 20 de diciembre de 1987) es una modelo y actriz india ganadora de Femina Miss India 2008 World y primera finalista de Miss Mundo 2008, ganado por Ksenia Sujinova.

## Biografía
Omanakuttan nació el 13 de julio de 1987 en Kottayam, Kerala, como la primera hija de Omanakkuttan Nair. Es originaria de Changanacherry y actualmente vive en Mumbai. Solo tenía siete meses cuando llegó a Mumbai con sus padres, porque su padre tuvo que unirse al Hotel Taj. Asistió a la Escuela SCDB y más tarde estudió literatura inglesa en el Mithibai Mumbai College.

## Reinados de belleza

### Miss Mundo 2008
Omanakuttan representó a la India en la 58ª Final de Miss Mundo. Obtuvo el segundo lugar en el concurso de Miss Mundo Top Model el 3 de diciembre de 2008. Era una entre las cinco finalistas del Miss Mundo 2008 Concurso de belleza de la playa, donde se colocó el primer puesto, cuando Miss Rusia Ksenia Sukhinova se convirtió en la ganadora final. Parvatty Omanakuttan en Miss Mundo 2008 (ganadora de el título de Miss África Mundo 2008, primera finalista en Top Model

### Miss India 2008
Participó en Fémina Miss India 2008 y ganó el Miss India Mundo corona. También ganó los títulos de sub-Miss Fotogénica, Señorita Personalidad y Miss Cabello Hermoso en el desfile Fémina Miss India 2008.

## Imágenes

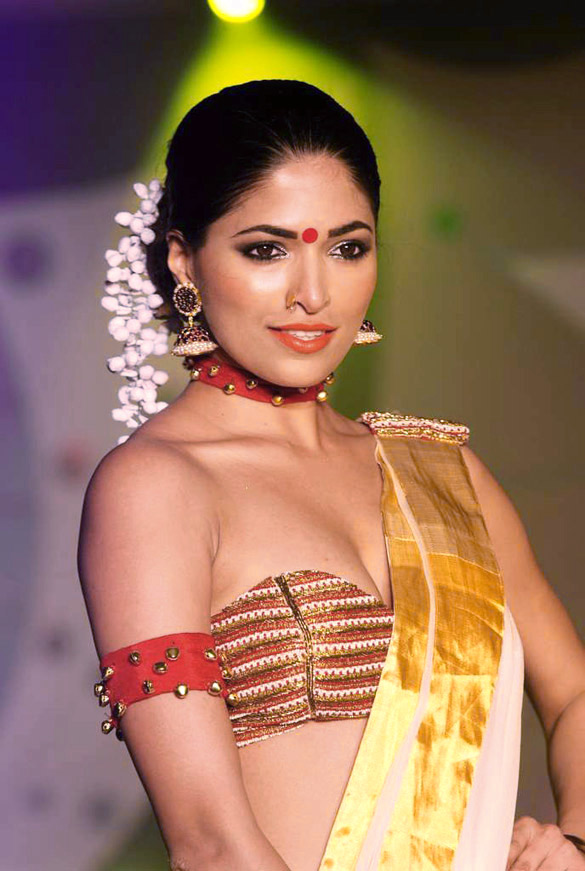
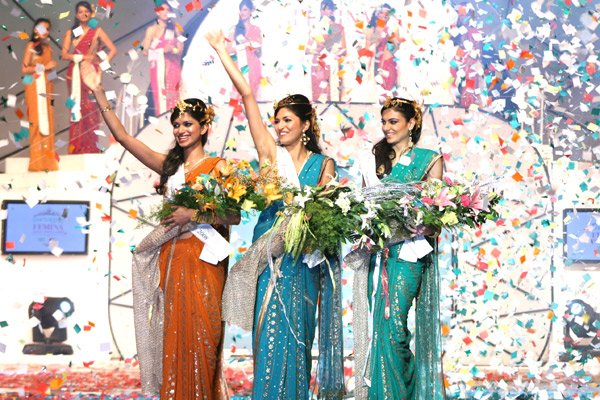
Miss India 2008.
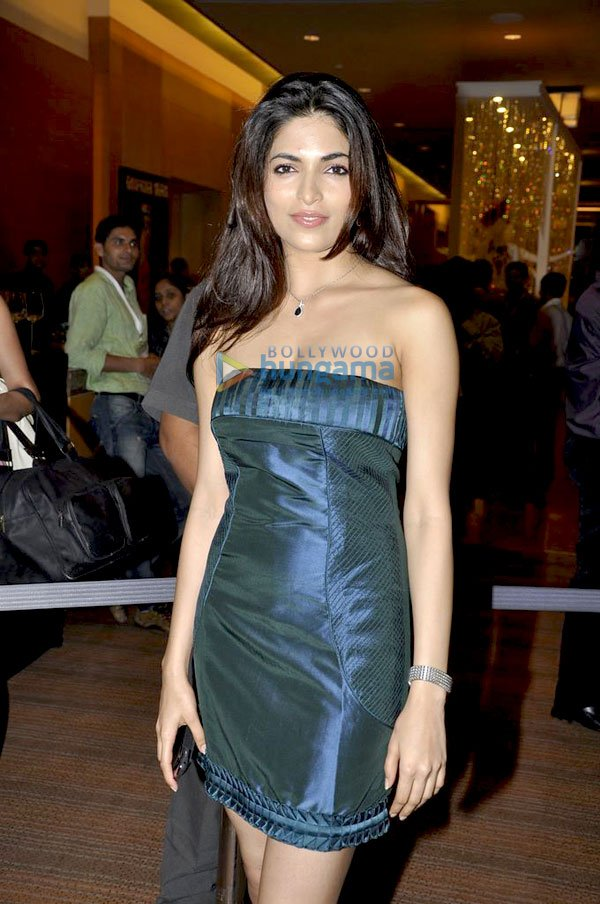

## Filmografía
| Año  | Película       | Papel  | Lengua | Notas   |
| ---- | -------------- | ------ | ------ | ------- |
| 2011 | United Six     | Shaina | Hindi  |         |
| 2011 | Umamaheshwaram | Uma    | Tamil  | Filming |
| 2011 | Billa 2        |        | Tamil  | Filming |